# Альфаксард Лугола
Альфаксард Лугола (англ. Alphaxard Lugola, суах. Kangi Alphaxard Lugola; нар. 25 травня 1963) — танзанійський політик, член політичної партії Чама Ча Мапіндузі. Обраний депутатом від регіону Мара. З 1 липня 2018 року — міністр внутрішніх справ Танзанії.